# Crocidura luna
Crocidura luna es una especie de musaraña de la familia de los soricidae.

## Distribución geográfica
Se encuentra en Angola, Burundi, la República Democrática del Congo, Kenia, Malaui, Mozambique, Ruanda, Tanzania, Uganda, Zambia y Zimbabue. 